# Teoria social

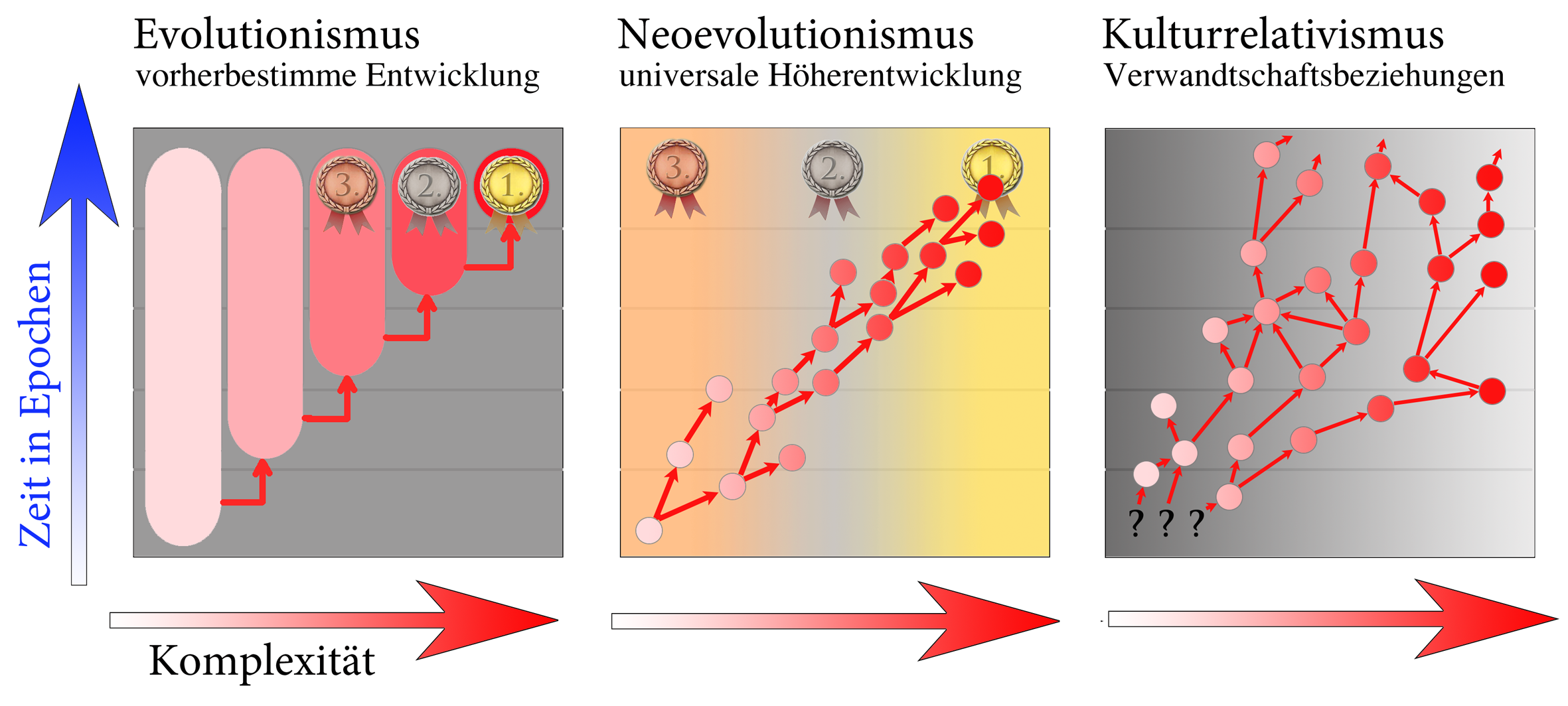
Uma comparação de três modelos de evolução sociocultural (simplificados) – abordagens evolucionista, neo-evolucionista e relativista cultural

Teoria social é uma estrutura analítica ou paradigma usado para estudar e interpretar fenômenos sociais. Uma ferramenta usada por cientistas sociais, as teorias sociais relacionam-se a debates históricos sobre a validade e a confiabilidade de diferentes metodologias (por exemplo, positivismo e antipositivismo), o primado de estrutura ou agência, bem como a relação entre contingência e necessidade.
A teoria social procura questionar por que os seres humanos habitam o mundo como eles fazem e como isso aconteceu, olhando as relações de poder e as estruturas e normas sociais. Para este objetivo, a teoria social examina: como os seres humanos se relacionam entre si e com a sociedade em que se encontram, como isso mudou ao longo do tempo e em diferentes culturas, e as ferramentas utilizadas para medir essas coisas. Por uma questão de necessidade, a teoria social procura a interdisciplinaridade, combinando conhecimento de múltiplas disciplinas acadêmicas para iluminar essas questões complexas,e pode recorrer a idéias de campos tão diversos como antropologia e estudos de mídia.